# Fluerièu
Fleuriel és un municipi francès, situat al departament de l'Alier i a la regió d'Alvèrnia-Roine-Alps. L'any 2007 tenia 364 habitants.

## Demografia

### Població
El 2007 la població de fet de Fleuriel era de 364 persones. Hi havia 150 famílies de les quals 42 eren unipersonals (21 homes vivint sols i 21 dones vivint soles), 41 parelles sense fills, 46 parelles amb fills i 21 famílies monoparentals amb fills.
La població ha evolucionat segons el següent gràfic:
Habitants censats

### Habitatges
El 2007 hi havia 208 habitatges, 153 eren l'habitatge principal de la família, 35 eren segones residències i 20 estaven desocupats. 202 eren cases i 5 eren apartaments. Dels 153 habitatges principals, 120 estaven ocupats pels seus propietaris, 30 estaven llogats i ocupats pels llogaters i 3 estaven cedits a títol gratuït; 3 tenien una cambra, 7 en tenien dues, 31 en tenien tres, 42 en tenien quatre i 69 en tenien cinc o més. 111 habitatges disposaven pel capbaix d'una plaça de pàrquing. A 67 habitatges hi havia un automòbil i a 69 n'hi havia dos o més.

### Piràmide de població
La piràmide de població per edats i sexe el 2009 era:
| Homes | Edats   | Dones |
| ----- | ------- | ----- |
| 0     | 95 o +  | 0     |
| 0     | 90 a 94 | 0     |
| 0     | 85 a 89 | 4     |
| 0     | 80 a 84 | 4     |
| 12    | 75 a 79 | 20    |
| 8     | 70 a 74 | 12    |
| 16    | 65 a 69 | 8     |
| 8     | 60 a 64 | 16    |
| 0     | 55 a 59 | 4     |
| 16    | 50 a 54 | 0     |
| 8     | 45 a 49 | 8     |
| 8     | 40 a 44 | 8     |
| 20    | 35 a 39 | 20    |
| 12    | 30 a 34 | 12    |
| 8     | 25 a 29 | 8     |
| 12    | 20 a 24 | 0     |
| 8     | 15 a 19 | 8     |
| 12    | 10 a 14 | 12    |
| 8     | 5 a 9   | 8     |
| 8     | 0 a 4   | 0     |

## Economia
El 2007 la població en edat de treballar era de 234 persones, 168 eren actives i 66 eren inactives. De les 168 persones actives 153 estaven ocupades (93 homes i 60 dones) i 15 estaven aturades (9 homes i 6 dones). De les 66 persones inactives 23 estaven jubilades, 18 estaven estudiant i 25 estaven classificades com a «altres inactius».

### Ingressos
El 2009 a Fleuriel hi havia 153 unitats fiscals que integraven 353 persones, la mediana anual d'ingressos fiscals per persona era de 15.999 €.

### Activitats econòmiques
Dels 9 establiments que hi havia el 2007, 1 era d'una empresa de fabricació d'altres productes industrials, 3 d'empreses de construcció, 2 d'empreses de comerç i reparació d'automòbils, 1 d'una empresa de transport, 1 d'una empresa d'hostatgeria i restauració i 1 d'una empresa de serveis.
Dels 2 establiments de servei als particulars que hi havia el 2009, 1 era un guixaire pintor i 1 fusteria.
L'any 2000 a Fleuriel hi havia 25 explotacions agrícoles que ocupaven un total de 1.998 hectàrees.

## Equipaments sanitaris i escolars
El 2009 hi havia una escola elemental integrada dins d'un grup escolar amb les comunes properes formant una escola dispersa.

## Poblacions més properes
El següent diagrama mostra les poblacions més properes.